# Georgi Kiosseivanov
 (décembre 2023).
Si vous disposez d'ouvrages ou d'articles de référence ou si vous connaissez des sites web de qualité traitant du thème abordé ici, merci de compléter l'article en donnant les références utiles à sa vérifiabilité et en les liant à la section « Notes et références ».
Georgi Kiosseivanov (en bulgare : Георги Кьосеиванов, translittération internationale Georgi Kjoseivanov) (19 janvier 1884 à Peštera (Bulgarie) – 27 juillet 1960 en Suisse) était un homme politique bulgare, Premier ministre du Royaume de Bulgarie de 1935 à 1940.

## Biographie
Ancien de la chancellerie du palais royal, le 23 novembre 1935, Kjoseivanov est appelé à remplacer le Président du Conseil Andrej Tošev, devenant ainsi le quatrième Premier ministre de l’année. Occupant également le poste de Ministre des Affaires étrangères et du culte, Kjoseivanov tente difficilement de conserver une position de neutralité persuadé qu'il est, comme Boris III, que les démocraties occidentales l'emporteraient dans un conflit armé avec l'Allemagne nazie.
Son mandat de cinq ans au poste de Premier ministre (le plus long depuis Andrej Ljapčev) se réduit à appliquer servilement la politique voulue par Tsar Boris III de Bulgarie à savoir un régime monarcho-autoritaire.
Son gouvernement supervise les procès des responsables du coup d'état du 19 mai 1934. Il conclut des alliances avec la Yougoslavie et la Grèce avec laquelle est signé un traité de coopération militaire en vue d'un réarmement de la Bulgarie et ceci en violation des clauses du Traité de Neuilly. Très proche du roi il s'active pour contrer les menées anti-monarchistes de Zveno dirigé par Damian Veltchev. En décembre 1939 il dissout le parlement (subranie) considéré comme trop critique envers le pouvoir. Comme le roi Boris III le juge incapable d'une part d'amender la constitution et d'autre part de favoriser l'émergence d'un parlement conciliant avec le pouvoir il est démis de ses fonctions le 16 février 1940.
Le 16 février 1940, Kjoseivanov est remplacé par le Premier ministre pro-nazi Bogdan Filov. Kiosseivanov est nommé ambassadeur à Berne ce qui lui permet de nouer des contacts avec les alliés notamment avec René Charron commissaire de la Société des Nations en Bulgarie lui-même en contact avec Allen Dulles le représentant de l'OSS les services de renseignement américains. Boris III en l'envoyant en Suisse lui aurait déclaré « La Bulgarie pourrait un jour avoir besoin de vos états de service à Berne »